# Elezioni europee del 2014 in Spagna
Le elezioni europee del 2014 in Spagna si sono tenute il 25 maggio.
I seggi sono attribuiti con il metodo D'Hondt senza alcuna soglia di sbarramento.

## Risultati
| Liste          | Liste | Gruppo              | Voti       | %     | Seggi | Differenza | Differenza                |
| Liste          | Liste | Gruppo              | Voti       | %     | Seggi | %          | Seggi                     |
| -------------- | --- | ------------------- | ---------- | ----- | ----- | ---------- | ------------------------- |
|                | Partito Popolare | PPE                 | 4.098.339  | 26,09 | 16    | 16,03      | 8                         |
|                | Partito Socialista Operaio Spagnolo | S&D                 | 3.614.232  | 23,01 | 14    | 15,77      | 9                         |
|                | La Sinistra Plurale • Sinistra Unita (PCE) • Iniziativa per la Catalogna Verdi | - GUE/NGL Verdi/ALE | 1.575.308  | 10,03 | 6 5 1 | 6,32 ·     | 4 · 4 ·                   |
|                | Podemos | GUE/NGL             | 1.253.837  | 7,98  | 5     | Nuovo      | Nuovo                     |
|                | Unione Progresso e Democrazia | ALDE                | 1.022.232  | 6,51  | 4     | 3,66       | 3                         |
|                | Coalizione per l'Europa • Convergenza Democratica di Catalogna • Unione Democratica di Catalogna • Partito Nazionalista Basco • Coalizione Canaria • Compromiso por Galicia • Reagrupament | - ALDE PPE ALDE -   | 851.971    | 5,42  | 3 1 - | 0,32 ·     | 1 · 1 · 1 · Nuovo · Nuovo |
|                | La Sinistra per il Diritto a Decidere • Sinistra Repubblicana di Catalogna • Nuova Sinistra Catalana • Catalogna Sì                                                                        | - Verdi/ALE -       | 630.072    | 4,01  | 2 1 - | 1,52 ·     | 1 ·                       |
|                | Ciudadanos | ALDE                | 497.146    | 3,16  | 2     | 3,02       | 2                         |
|                | Los Pueblos Deciden • Euskal Herria Bildu (EA) • Blocco Nazionalista Galiziano | - GUE/NGL -         | 326.464    | 2,08  | 1 -   | 0,96 ·     | 1 ·                       |
|                | Primavera Europea • Compromís (BNV) • Equo | - Verdi/ALE -       | 302.266    | 1,92  | 1 -   | Nuovo      | Nuovo                     |
|                | Vox | -                   | 246.833    | 1,57  | -     | Nuovo      | Nuovo                     |
|                | Partito Animalista Contro il Maltrattamento degli Animali | -                   | 177.499    | 1,13  | -     | 0,87       | Stabile                   |
|                | Movimento per il Rinnovamento Democratico della Cittadinanza | -                   | 115.682    | 0,74  | -     |            |                           |
|                | Scranni in Bianco | -                   | 105.666    | 0,67  | -     |            |                           |
|                | Partido X | -                   | 100.561    | 0,64  | -     |            |                           |
|                | Partito Andalusista | -                   | 49.523     | 0,32  | -     |            |                           |
|                | Confederazione Pirata - Pirati Europei | -                   | 38.690     | 0,25  | -     |            |                           |
|                | Foro Asturias | -                   | 32.962     | 0,21  | -     |            |                           |
|                | Gruppo Elettorale dei Disabili e dei Malati Rari | -                   | 32.833     | 0,21  | -     |            |                           |
|                | Recortes Cero | -                   | 30.827     | 0,20  | -     |            |                           |
|                | Partito Comunista dei Popoli di Spagna | -                   | 29.324     | 0,19  | -     |            |                           |
|                | Iniziativa Femminista | -                   | 23.140     | 0,15  | -     |            |                           |
|                | Falange Española de las JONS | -                   | 21.687     | 0,14  | -     |            |                           |
|                | Altri <20.000 voti | Altri <20.000 voti  | 171.555    | 1,09  | -     |            |                           |
| Totale         | Totale | Totale              | 15.348.649 |       | 54    |            |                           |
| Voti in bianco | Voti in bianco | Voti in bianco      | 361.567    | 2,30  | -     |            |                           |
| Totale         | Totale | Totale              | 15.710.216 | 100   |       |            |                           |